# Inondations européennes de 2006

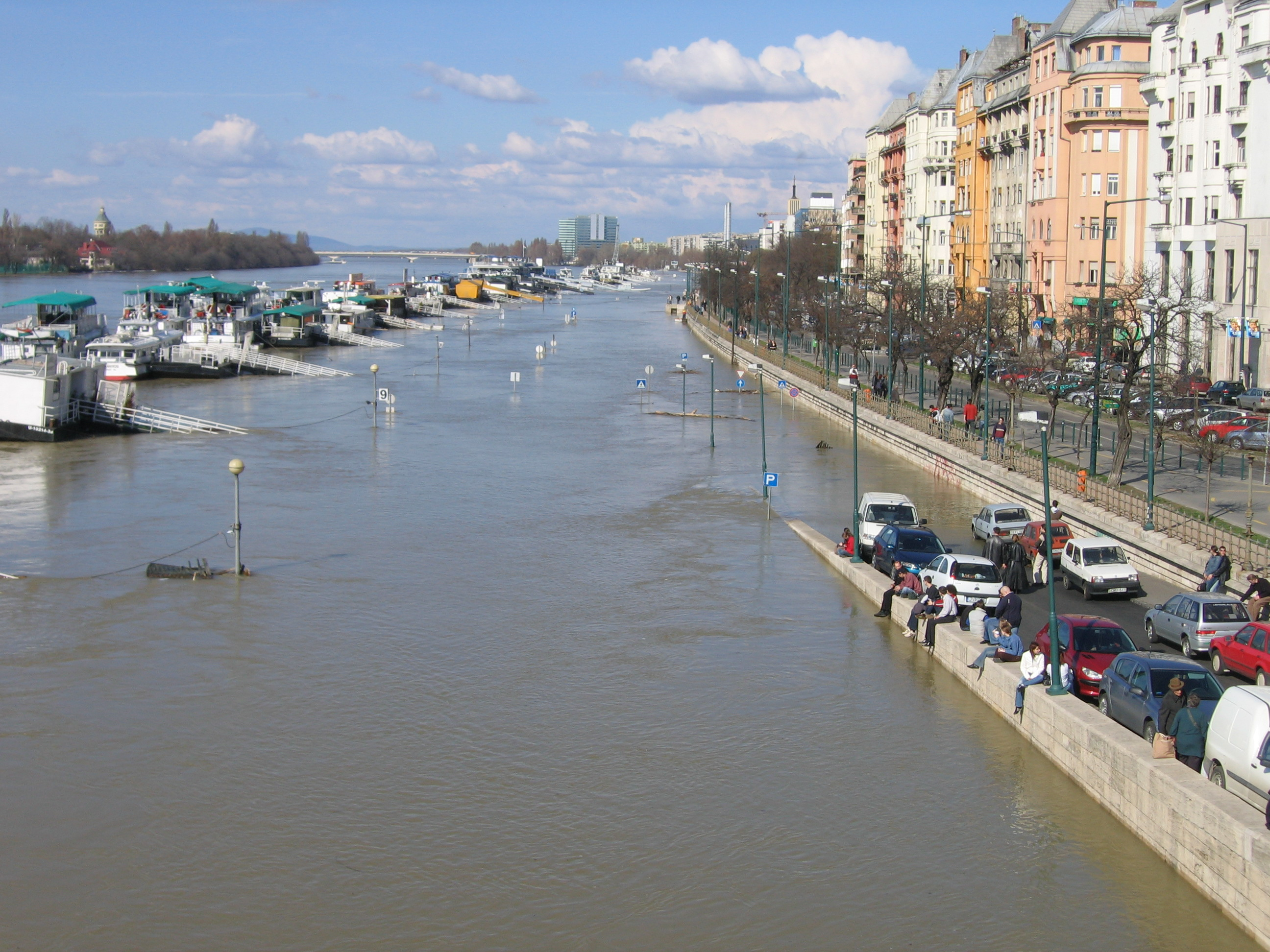
Quais inondés à Budapest

Les inondations de 2006 en Europe concernent plusieurs rivières, en crue à travers l'Europe de février à avril 2006 et plus particulièrement l'Elbe et le Danube qui ont débordé à cause des fortes pluies conjuguées à la fonte des neiges. 